# Великий Ліс (Новгород-Сіверський район)
Вели́кий Ліс — село в Україні, у Понорницькій селищній громаді Новгород-Сіверського району Чернігівської області. Населення становить 106 осіб. До 2020 орган місцевого самоврядування — Крисківська сільська рада.
В районі села неймовірно гарна природа, яка зачаровує своєю красою.

## Символіка
На гербі зображена сосна під короною що символізує назву села (герб є промовистим). Перехрещені бердиші символізують охоронну територію - Мезинський національний природний парк. Шишки символізують багатства місцевого лісу. Червоний колір - відноситься до Понорницької громади.

## Історія
12 червня 2020 року, відповідно до розпорядження Кабінету Міністрів України № 730-р «Про визначення адміністративних центрів та затвердження територій територіальних громад Чернігівської області», увійшло до складу Понорницької селищної громади.
19 липня 2020 року, в результаті адміністративно-територіальної реформи та ліквідації Коропського району, увійшло до складу Новгород-Сіверського району Чернігівської області.